# Stabilimenti Škoda

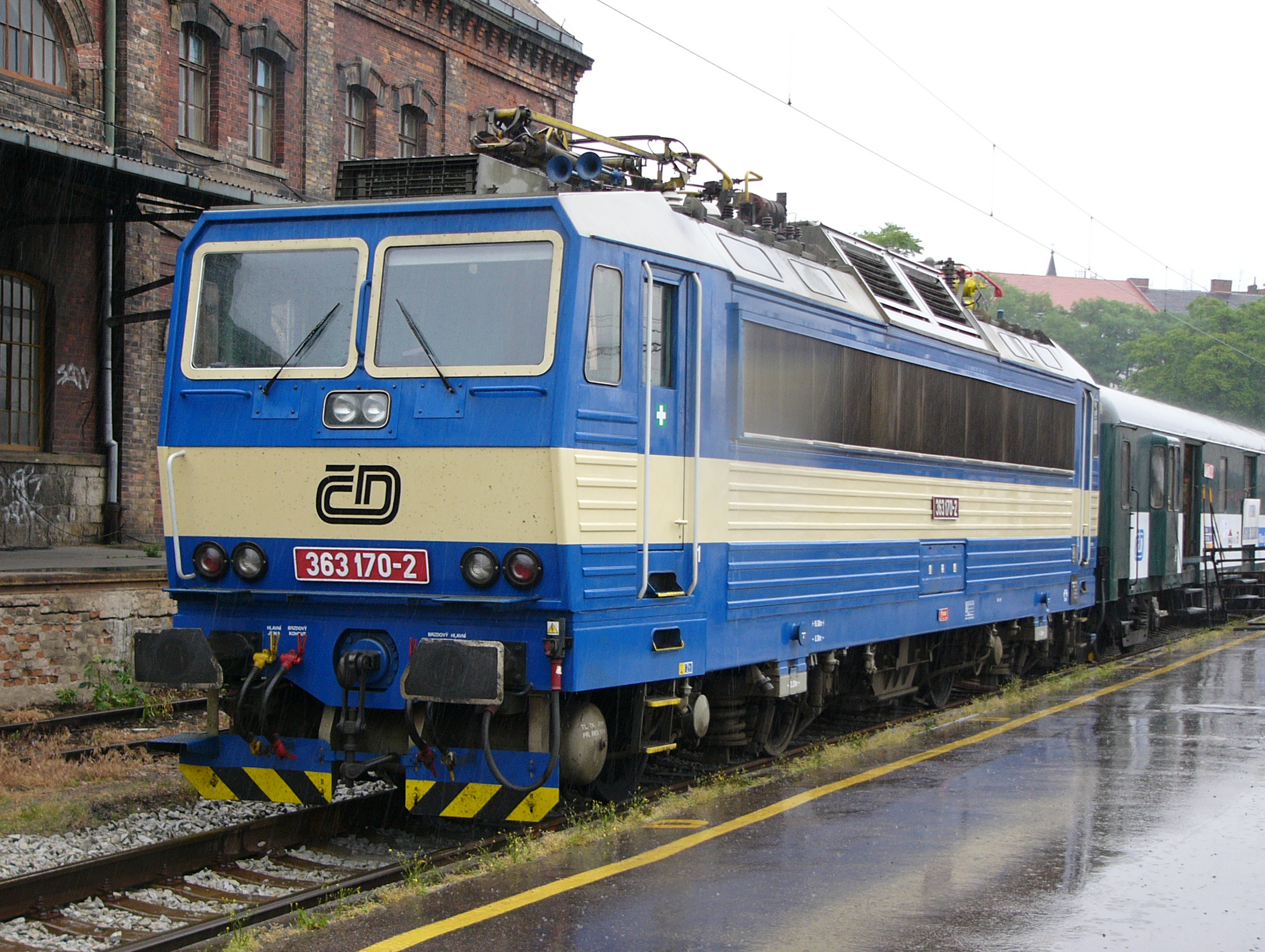
Locomotiva elettronica tipo ES.499

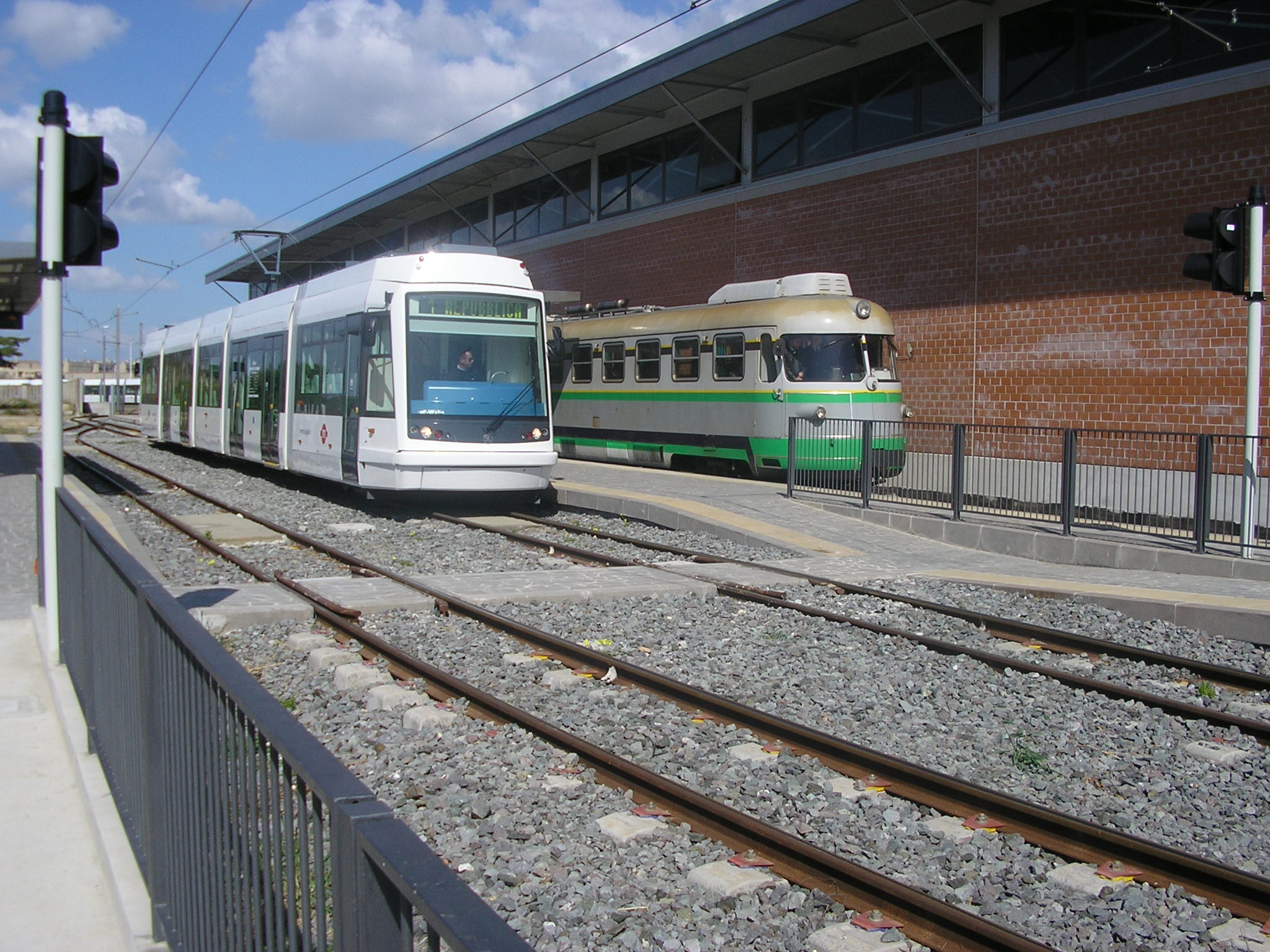
Tram Škoda a Cagliari

Gli Stabilimenti Škoda (o semplicemente Škoda; AFI:[ˈʃkɔda]), sono stati un complesso industriale ceco, situato a Plzeň, dedito alla produzione meccanica di veicoli stradali commerciali, per il trasporto pubblico, veicoli e prodotti ferroviari, metalmeccanici e tramviari, molto attivo in Europa centrale. 
Fondata nel 1859 da Ernst Graf von Waldstein sotto l'Impero austriaco, Škoda in passato ha anche occupato settori bellici, navali e aeronautici, in particolare per l'Impero d'Austria-Ungheria prima e poi per l'ex-Unione Sovietica. Dopo la caduta del comunismo nel 1993 fu privatizzata. 
Dopo varie operazioni negli anni il gruppo si è dissolto, e il marchio Škoda è rimasto attivo solo nel comparto trasporti, con la Škoda Auto che si occupa di quello automobilistico e che è divenuta proprietà del gruppo Volkswagen nel 2000, nonché con la Škoda Transportation che si occupa di veicoli tranviari e ferroviari.

## Storia

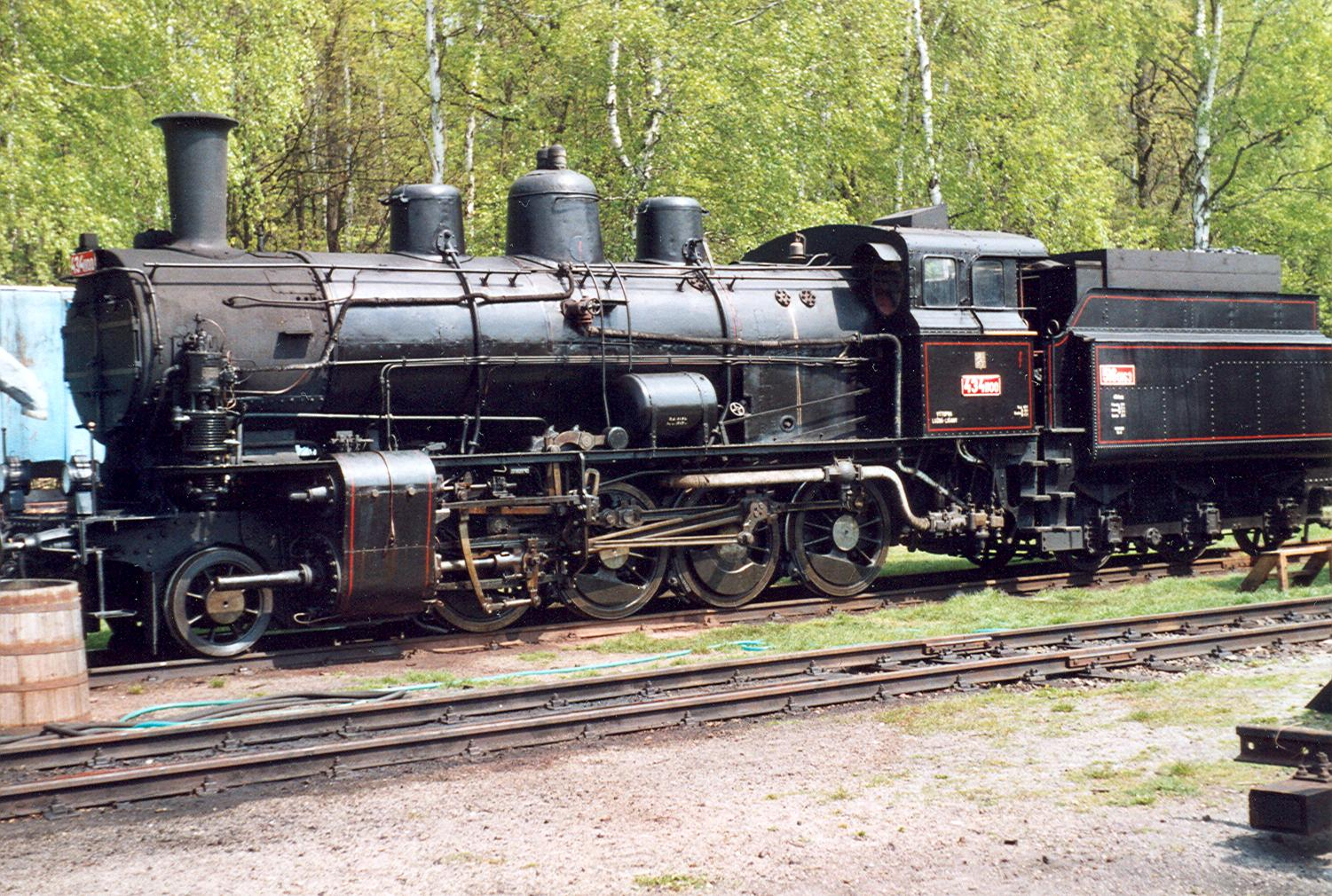
Locomotiva kkStB 270, la prima locomotiva Škoda

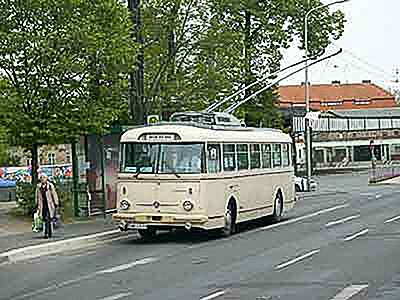
Filobus tipo Škoda 9Tr a Eberswalde

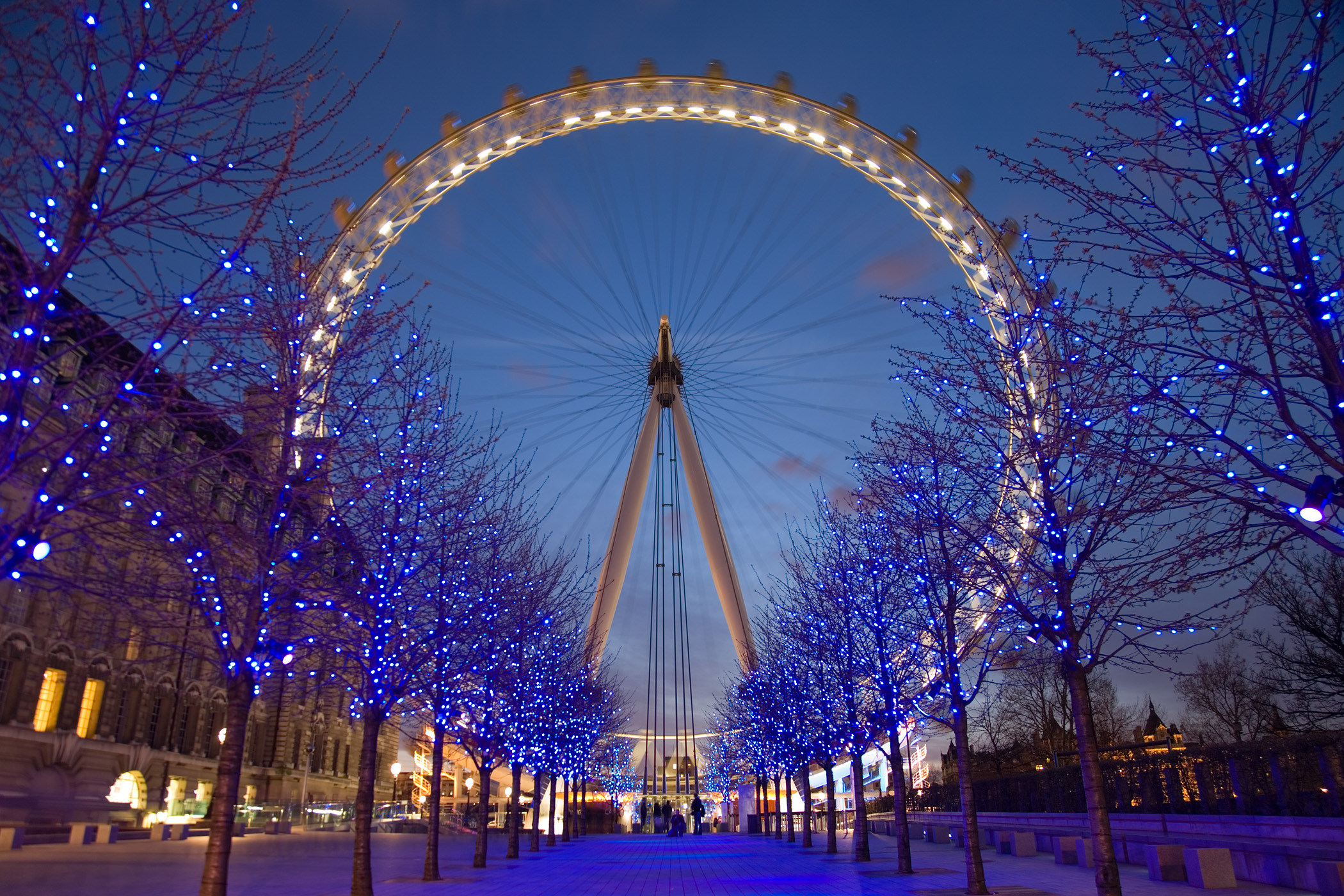
„London Eye“ con albero di rotazione e piloni della Škoda

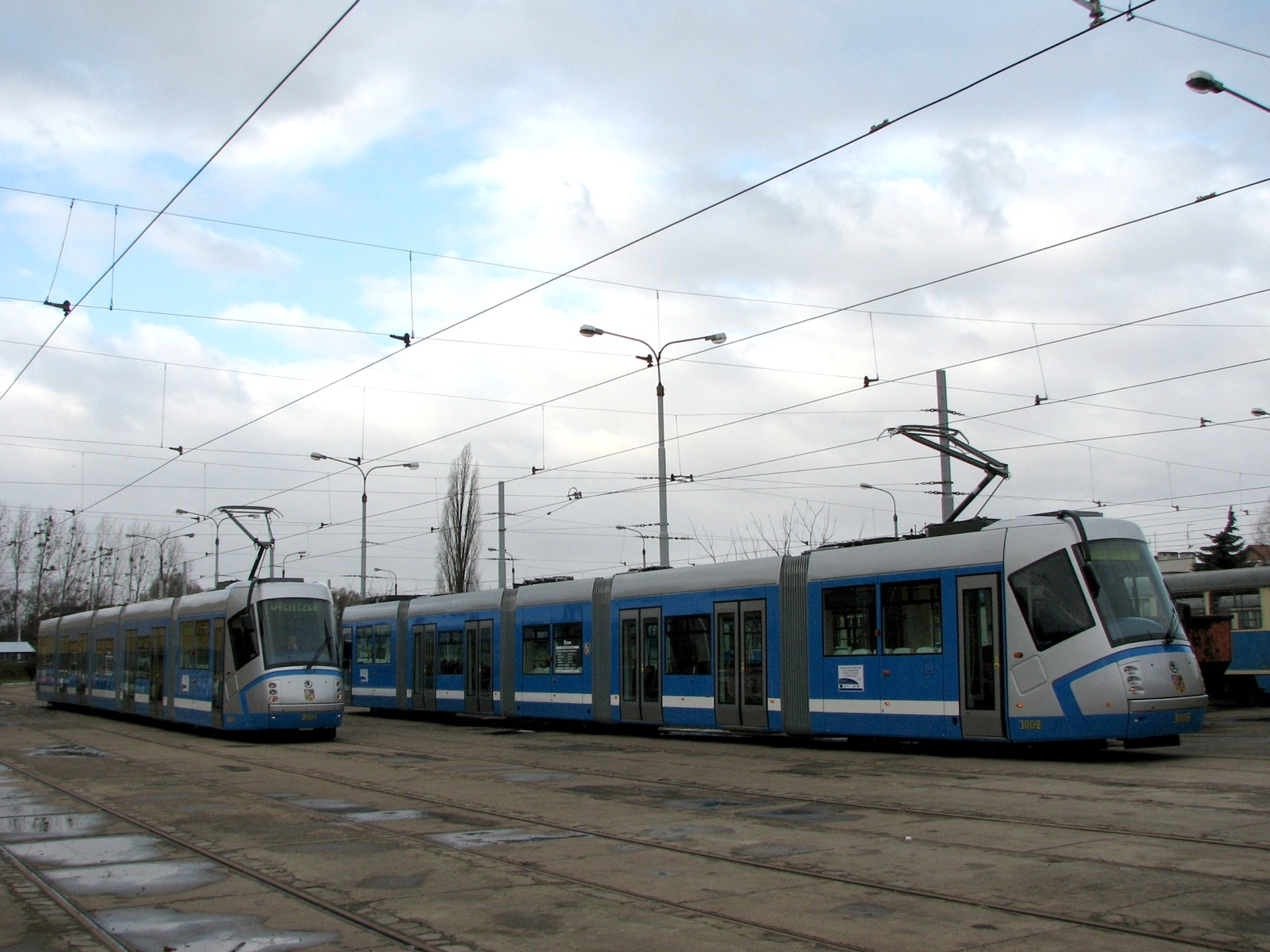
Tram Škoda 16 T

La storia del gruppo inizia con una fabbrica che Ernst Graf von Waldstein fondò nel 1859 e che occupava 100 dipendenti: produceva macchinari vari per l'industria dello zucchero, della fabbricazione della birra e mineraria, così come serbatoi, macchine a vapore, ponti e costruzioni in metallo varie.
Nel 1866 Emil von Škoda ne divenne l'ingegnere capo e nel 1869 comprò l'azienda da Graf Waldstein. Emil von Škoda modernizzò l'azienda: nel 1871 con una nuova fonderia, nel 1872 con un nuovo stabilimento di meccanica, nel 1882 con una nuova fucina e nel 1886 con un nuovo laminatoio.
Da quel momento iniziò la sua espansione: ben presto si focalizzò nella costruzione di armi diventando uno dei maggiori fornitori militari dell'Impero austro-ungarico. Nel tempo la produzione si ampliò al settore costruzioni di carri armati completi, utilizzati anche dalla Wehrmacht ai tempi dell'occupazione nazista della Cecoslovacchia e della seconda guerra mondiale.

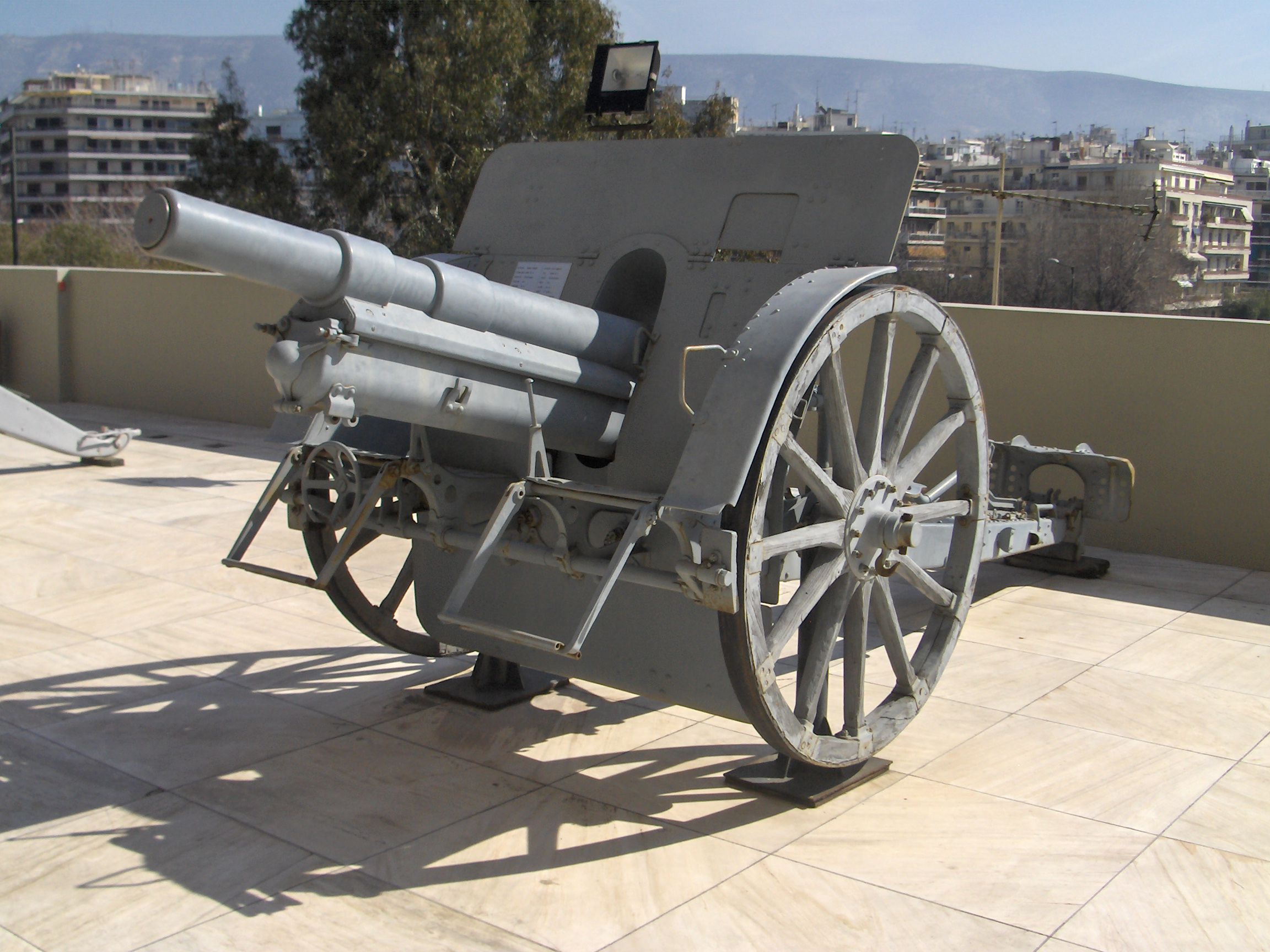
Un cannone Škoda

Al termine del secondo conflitto mondiale le autorità politiche cecoslovacche nazionalizzarono la Škoda e fecero confluire nella holding varie altre realtà costruttive indipendenti, dalle fabbriche di auto a quelle di aerei a quelle del settore alimentare, facendola diventare uno dei conglomerati più estesi del XX secolo.
Per due anni, dal 1951 al 1953 ne venne anche cambiato il nome in Závody Vladimíra Iljiče Lenina, ritornando però in seguito alla denominazione originale. I suoi mercati principali furono soprattutto le nazioni dell'ex blocco Sovietico dove fu particolarmente attiva nel campo della produzione di locomotive e rotabili ferroviari di ogni tipo, Tram, autobus e filobus destinati al trasporto pubblico.
La situazione rimase pressoché immutata sino alla dissoluzione dell'Est Europa del 1989 quando le autorità provvidero ad una privatizzazione delle varie società e, dopo la chiusura di alcune fabbriche nonché la cessione del comparto auto al gruppo Volkswagen, le aziende rimaste sono nuovamente riunite dal 2000 sotto una holding unica.
Nel 1876 viene aperta la prima filiale estera a Kiev, dove la Škoda fornisce fabbriche di zucchero. Oltre alle macchine per zuccherifici, vengono costruiti anche impianti per distillerie o macchine a vapore, così come armamenti. Dal 1886 la Pilsen Kanonentürme per navi da guerra viene eretta, tre anni più tardi viene ottenuto il primo cannone. Da metà anni '80 dell'800 inizia anche la produzione di ponti. Nel 1890 viene creata una nuova fabbrica. Nel 1899 la società diventa per azioni, Emil von Škoda ne è l'azionista di maggioranza. L'8 agosto 1900 muore Emil von Škoda durante un viaggio in treno a Kurort Bad Gastein. Nell'azienda lavoravano 3.211 dipendenti e 250 in altre sedi.
I primi del secolo vedono l'azienda occupata nella produzione di componenti per la centrale elettrica delle Niagara, per le chiuse del canale di Suez, per navi francesi, tedesche, giapponesi, russe e sudamericane. Škoda si specializzò negli armamenti. Venne fondata la società azionaria Spojené strojírny, früher Škoda, Ruston, Bromovský, Ringhoffer. Škoda diventa fabbrica di acciaio e armamenti. Fornisce armi per la monarchia asburgica d'Austria-Ungheria. Per la k.u.k. Kriegsmarine e mortai in calibro 380 mm. Škoda provò i nuovi pezzi per la k.u.k. Artillerie-Schießschule a Hajmáskér (Veszprém). Nel 1914 e fino al 1918 la fabbrica fornì 12.693 cannoni all'österreichisch-ungarische Armee. Nel 1914 lavoravano presso Škoda circa 10.000 persone, nel 1917 diventarono 32.000. Nel maggio 1917 vi fu un incidente nella fabbrica di munizioni a Bolevec, perirono oltre 200 persone.
Dopo la guerra Škoda si occupò di produzioni civili e fu acquisita dalla Schneider et Cie. La produzione si indirizzò verso i mezzi di trasporto in particolare locomotive. Škoda fornì in tutto il mondo fabbriche di zucchero, mulini, distillerie, centrali elettriche. Nel 1921 si fuse con la Spojené Strojírny. Le fabbriche furono a Hradec Králové e Praga. Dal 1924 vennero prodotti motori Lorraine-Dietrich aeronautici su licenza. Dal 1924 al 1935 viene prodotto lo Škoda Sentinel, con motore a vapore. Nel 1925 viene fusa con la Laurin & Klement a Mladá Boleslav – diventerà Škoda Auto. In società con la Avia nel 1926, ab 1927 Škoda con la Czech Airlines creano una compagnia aerea. Nel 1930 sono occupate 36.000 persone.
Dopo l'annessione della Cecoslovacchia al terzo Reich la società diventa Waffenwerken Brünn nel quadro della Arisierung della Vereinigte Stahlwerke AG e della Dresdner Bank, più tardi fu venduta alla Reichswerke Hermann Göring. Nel 1942 la società fu controllata da Waffen-Union Škoda-Brünn con sede a Berlino. A Pilsen lavoravano 45.000 persone, in tutta la società 101.000. Il 25 aprile 1945 l'azienda fu bombardata.
Nel secondo dopoguerra Škoda si occupò di prodotti civili e statalizzata. La divisione auto separata nel 1945 (Škoda Auto). Nel 1950 la società divisa in sette entità.

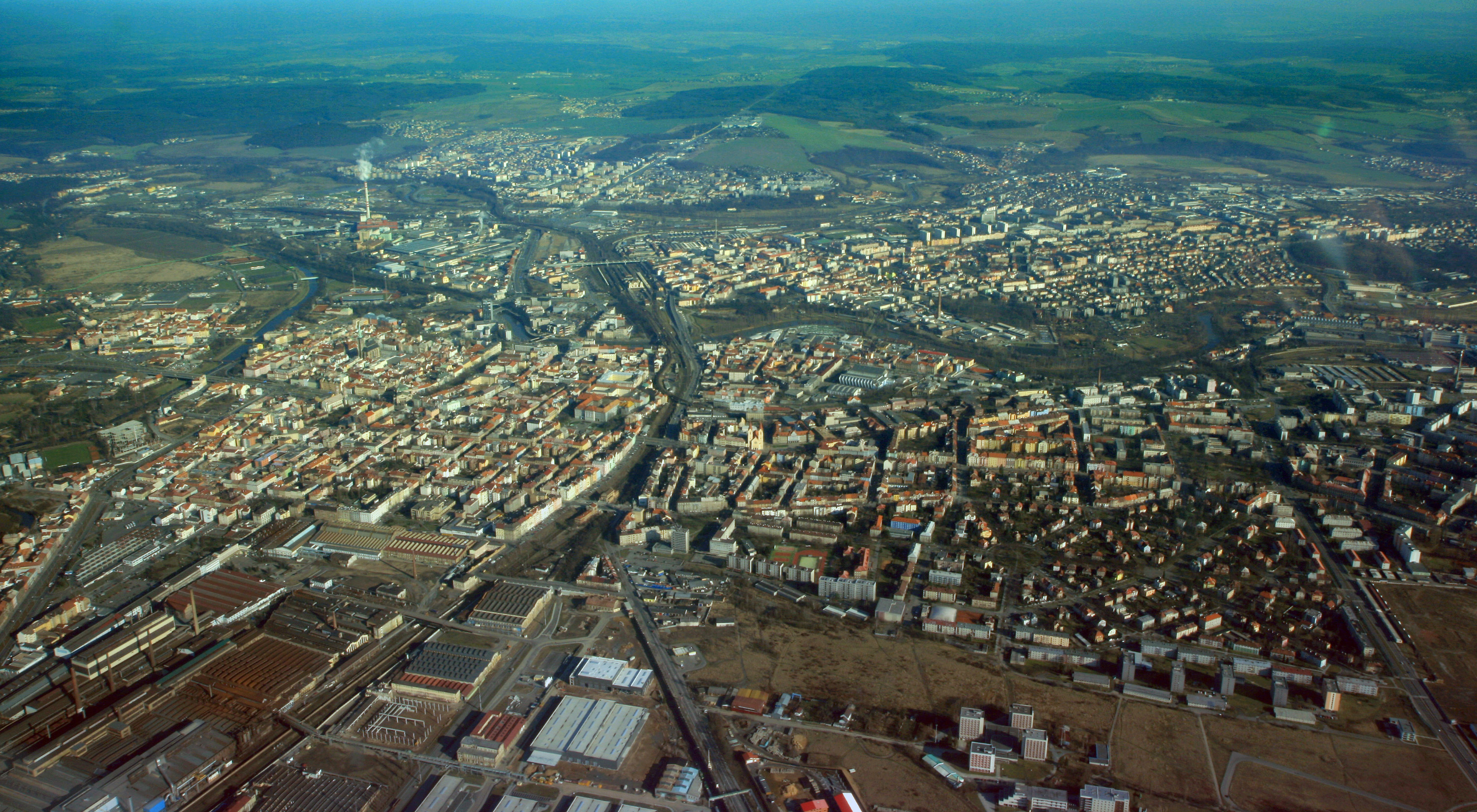
Pilsen in vista aerea: Škoda è sulla sinistra in basso

Dopo la rivoluzione di velluto del 1989 l'azienda diventa società per azioni nel 1990.
Nel 1993 la ŠKODA, HUTĚ, Plzeň, s. r. o. e la ŠKODA, KOVÁRNY, Plzeň, s.r.o. inglobati nella Škoda-Holding, e dal 2004 venduti alla OMZ. Nel 2007 viene creato il consorzio ŠKODA STEEL, poi Pilsen Steel. La Škoda JS viene nel 2007 venduta alla OMZ. Nel 2009 la coreana Doosan Heavy Industries & Construction per 450 milioni di € comprano la Škoda Power. La Škoda-Holding cede le divisioni veicoli ferrotranviari.
L'istituto di ricerca Škoda, del 1907, viene ceduto alla ŠKODA VÝZKUM s.r.o. Questa nel 2006 viene ceduta alla Řež nel 2011 diventa Výzkumný a zkušební ústav Plzeň s.r.o..

## Produzione
La Holding abbraccia svariati settori ed aziende sia nel campo dell'energia che della produzione. Una di queste è la Škoda Transportation, importante e conosciuto produttore europeo nel settore del trasporto pubblico di passeggeri con la sua produzione di filoveicoli come lo Škoda 6Tr, lo Škoda 9Tr, lo Škoda 14Tr e lo Škoda 15Tr e nel settore ferroviario nella produzione di locomotive di cui le più conosciute in Italia sono le E. 499 acquisite dalle FNM di Milano che le hanno ridenominate E.630. L'azienda è attiva anche nella realizzazione di tram dell'ultima generazione e di elettromotrici per ferrovie suburbane e metropolitane.
La Škoda Electric ha acquisito nel 2007 la Ganz Transelektro, azienda produttrice di parti elettriche per filobus in corso di fallimento, creando la consociata Ganz-Škoda.

### Locomotive

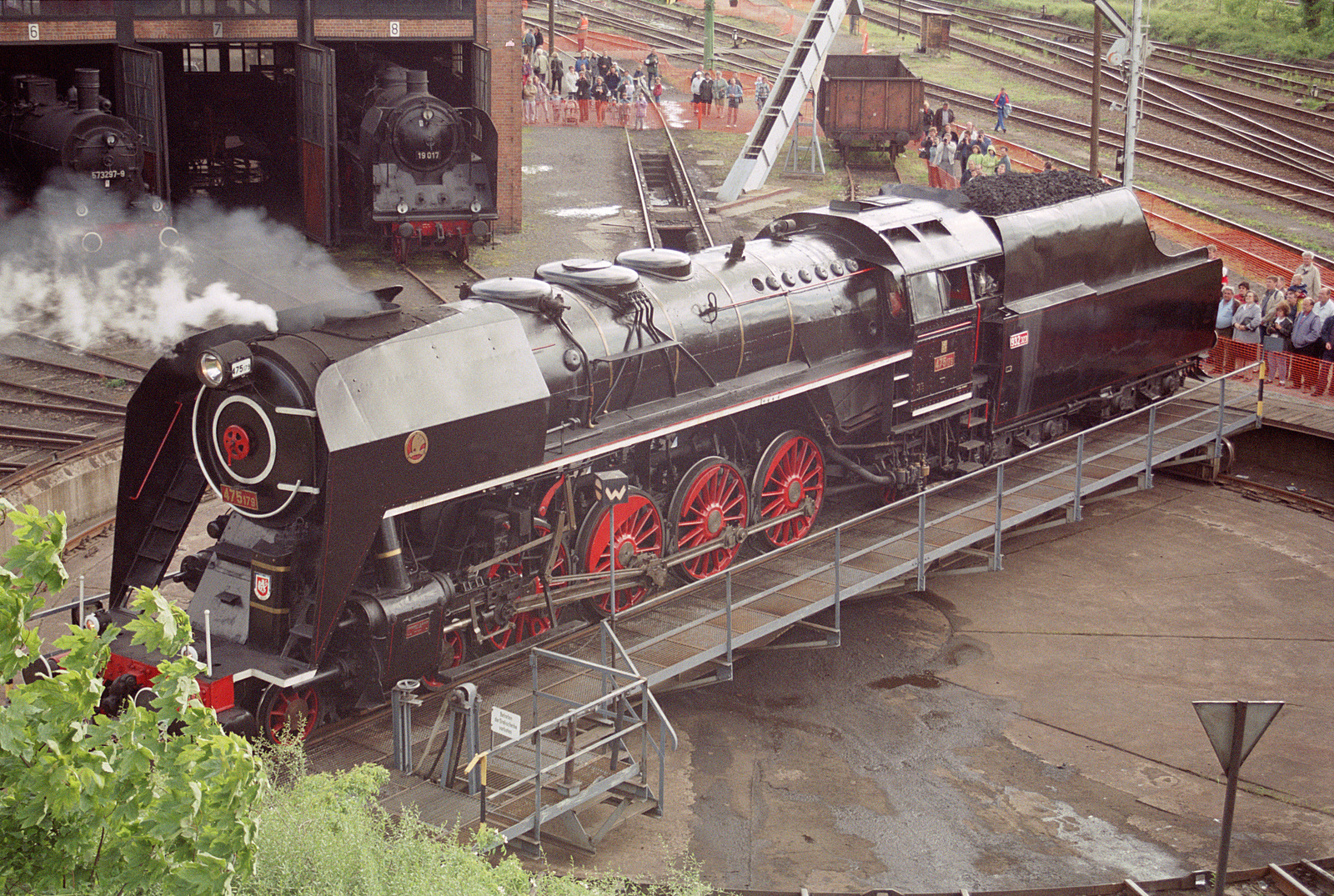
Baureihe 475.1

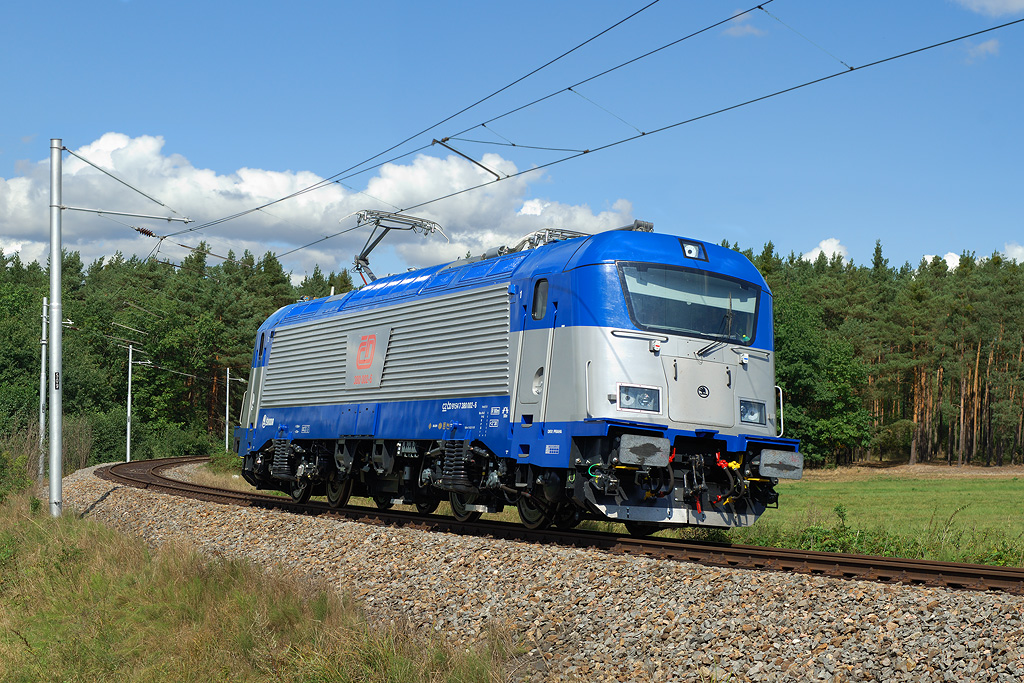
ČD-Baureihe 380

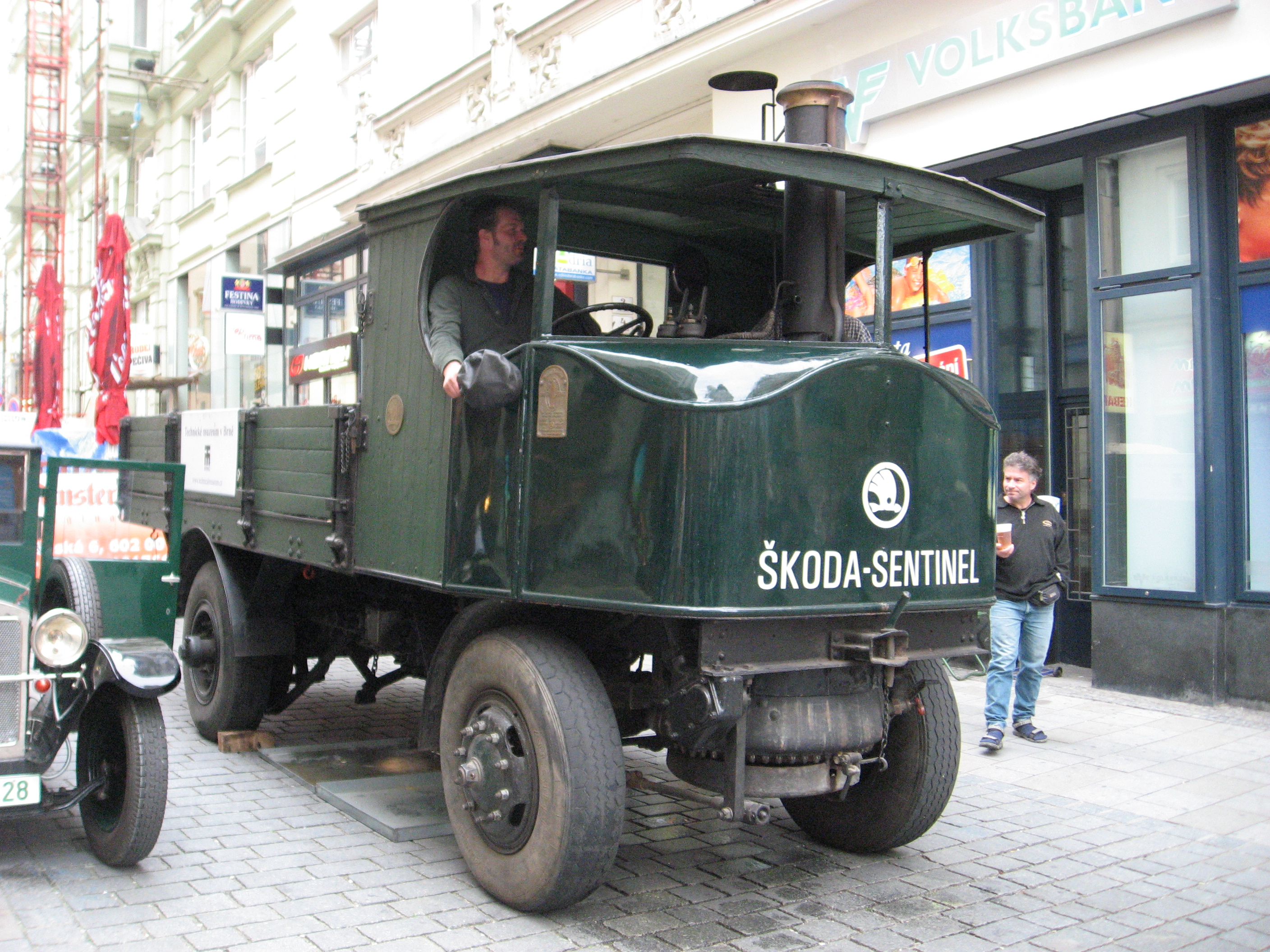
Škoda Sentinel, autocarro a vapore

La prima locomotiva (Fabriknummer 1/1920) fu la austriaca KkStB 270, presente al Národní technické muzeum v Praze. Dal 1924 le locomotive delle ferrovie cecoslovacche furono immatricolate come gruppo 434.1. Dagli anni '20 Škoda iniziò a produrre locomotive elettriche.
La Škoda Transportation produce locomotive elettriche Multi-system come la 109 E. La ČD ha immatricolato dal 2009 20 locomotive ČD-Serie 380 e la ZSSK, nel 2013, due locomotive ZSSK-Serie 381. Dal 2005 viene creata la divisione Vagonka Studénka per la produzione di rotabili.
Dal 2013 la Deutsche Bahn e Škoda, dal dicembre 2016 per la linea München-Nürnberg, producono sei Škoda a doppio cassone con Systemlok tipo 109E. Con un introito di 110 milioni di €.

### Autoveicoli
La società si fuse con la Laurin & Klement costruendo su licenza:
- Škoda Sentinel  (1924–1935)
- Hispano-Suiza 25/100 PS

### Armi

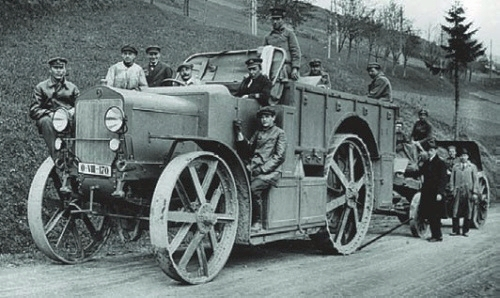
Škoda U (50 HP) 4x4 (Austro-Daimler), 1919 г. (per artiglieria)

La Škoda-werke fu anche industria d'armi:
- Difesa
  - 4,7 cm KPÚV vz. 36
  - Škoda 7,5 cm Vz. 1915
  - 8-cm kanon vz.30
  - Škoda 10 cm Vz. 1930
  - 10-cm-Turmhaubitze T.H. M9
  - 10,5-cm-leichte Feldhaubitze 43
  - Škoda 15 cm Vz. 1914
  - 21 cm Kanone 39
  - 24 cm Mörser M. 98
  - Škoda 30,5 cm Vz. 1911
  - Škoda 38 cm Vz. 1916
  - Škoda 42 cm Vz. 1914
- Navale
  - 9 × 10-cm-L/50-K11-Kanonen della SMS Helgoland (1912)
  - 12 × 30,5-cm-L/45-Geschütze della SMS Prinz Eugen
- Veicoli corazzati
  - Škoda LT vz. 35
  - Jagdpanzer 38(t) Hetzer
  - Panzerjäger I (70 esemplari)
- Velivoli
  - Fieseler-Škoda FiSk 199 (Prototipo del Messerschmitt Bf 109)

### Autobus
- Škoda 6Tr
- Škoda 7Tr
- Škoda 8Tr
- Škoda 9Tr
- Škoda 14Tr
- Škoda 15Tr

## Struttura

### Škoda Holding a.s.
Škoda Holding a.s. fu la società controllante Škoda a Plzeň. La holding fu fondata nel 2000 come Škoda a. s.. Dopo la privatizzazione vengono create la divisione Energia e dal 2009 la divisione veicoli (ferroviari, filobus). Vengono cedute altre aziende come la ceca Vagonka Studénka.
- ŠKODA TRANSPORTATION s.r.o. (Plzeň)
- ŠKODA ELECTRIC s.r.o. (Plzeň)
- Škoda Vagonka, a.s. (Ostrava)
- Pars nova a.s.
- MOVO spol. s r.o.
- OOO „Sibelektroprivod“ (Novosibirsk, Russia)
- VÚKV, a.s. (Praga)
- Ganz – Škoda Electric Ltd. (Budapest e Baja, Ungheria)
- POLL, s.r.o.

### Škoda Praha a.s.
Nel 1953 l'azienda statale Energostroj viene fondata, la quale nel 1959 viene inglobata nella Škoda. Nel 1978 la Závod výstavba elektráren Škoda costruisce i reattori per l'Unione Sovietica tipo WWER. Nel 1990 l'azienda viene separata dal gruppo e nel 1993 privatizzata. Dal 2005 fa parte del gruppo ČEZ.
ŠKODA PRAHA a.s. è leader mondiale nell'energia.

### Škoda JS a.s.
ŠKODA JS è la divisione nucleare Škoda. Dopo il 1993 diventa parte della ŠKODA JADERNÉ STROJÍRENSTVÍ s.r.o. Dal 1999 società per azioni. Nel 2004 la Škoda-Holding vende l'azienda alla russa OMZ.

### Škoda Power s.r.o.
Nel 2009 la Doosan Heavy Industries & Construction per 450 milioni di € acquista la Škoda Power.